# إيميت ماكان
إيميت ماكان (بالإنجليزية: Emmett McCann) هو لاعب كرة قاعدة أمريكي، ولد في 4 مارس 1902 في فيلادلفيا في الولايات المتحدة، وتوفي بنفس المكان في 15 أبريل 1937.